# Georges Madon
Georges Felix Madon (ur. 28 lipca 1892 w Bizercie w Tunezji, zm. 11 listopada 1924 w Tunisie) – francuski pilot, jeden z czołowych francuskich  asów myśliwskich okresu I wojny światowej. Autor 41 zwycięstw powietrznych i 64 prawdopodobnych.

## Życiorys
Umiał pilotować samolot już w 1911 roku i w styczniu 1913, po wstąpieniu do armii otrzymał licencję pilota wojskowego. W kwietniu 1915, podczas służby w eskadrze BL 30 zabłądził i po lądowaniu na terytorium Szwajcarii został internowany, ale w grudniu udało mu się uciec. Po przydzieleniu do eskadry MF 218 poprosił o przeniesienie do jednostki myśliwskiej i we wrześniu 1916 otrzymał skierowanie do N 38. Jeszcze w tym samym miesiącu odniósł pierwsze zwycięstwo, a do końca roku jego konto wzrosło do czterech.
2 lipca 1917 Madon został ranny. Miał wtedy zaliczonych 12 zestrzeleń, a do końca roku zwyciężył jeszcze pięciu przeciwników. Jednym z nich był bardzo doświadczony pilot niemiecki, dowódca Jasta 19 Erich Hahn. Następnie, kiedy jego eskadra została przezbrojona na samoloty SPAD S.XIII i otrzymała oznaczenie SPA 38, otrzymał nominację na jej dowódcę. Największe sukcesy odniósł w czerwcu 1918, kiedy to zniszczył 8 nieprzyjacielskich maszyn. Ostatnie zwycięstwo zostało mu zaliczone 3 września.
Georges Madon zginął śmiercią lotnika w Tunisie, w czasie lotu ku czci Rolanda Garrosa.

## Odznaczenia
- Legia Honorowa V Klasy – 5 maja 1917
- Médaille Militaire – 23 listopada 1916
- Croix de Guerre (1914-1918)